# Ormetica abdalsan
Ormetica abdalsan är en fjärilsart som beskrevs av William Schaus 1920. Ormetica abdalsan ingår i släktet Ormetica och familjen björnspinnare. Inga underarter finns listade i Catalogue of Life.